# Atlapetes albinucha
Atlapetes albinucha е вид птица от семейство Овесаркови (Emberizidae).

## Разпространение
Видът е разпространен в Гватемала, Колумбия, Коста Рика, Мексико, Никарагуа, Панама, Салвадор и Хондурас.